# Kitzbühel
Informații suplimentare: Alpii Kitzbühel

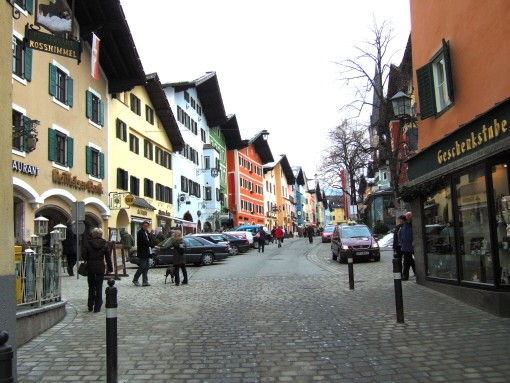
Kitzbühel

Kitzbühel este un oraș din provincia Tirol, Austria.
Altitudinea medie a orașului este de 762 metri deasupra nivelului mării. Municipiul are o populație de 8.574 locuitori (mai 2001) și o suprafață totală de 58,02 km².

## Turism
Kitzbühel este una dintre cele mai cunoscute stațiuni austriece pentru sporturi de iarnă, situată între Hahnenkamm (1712 m, cursă de schi anuală cu ocazia cupei mondiale) și Kitzbühler Horn (1996 m).

## Imagini

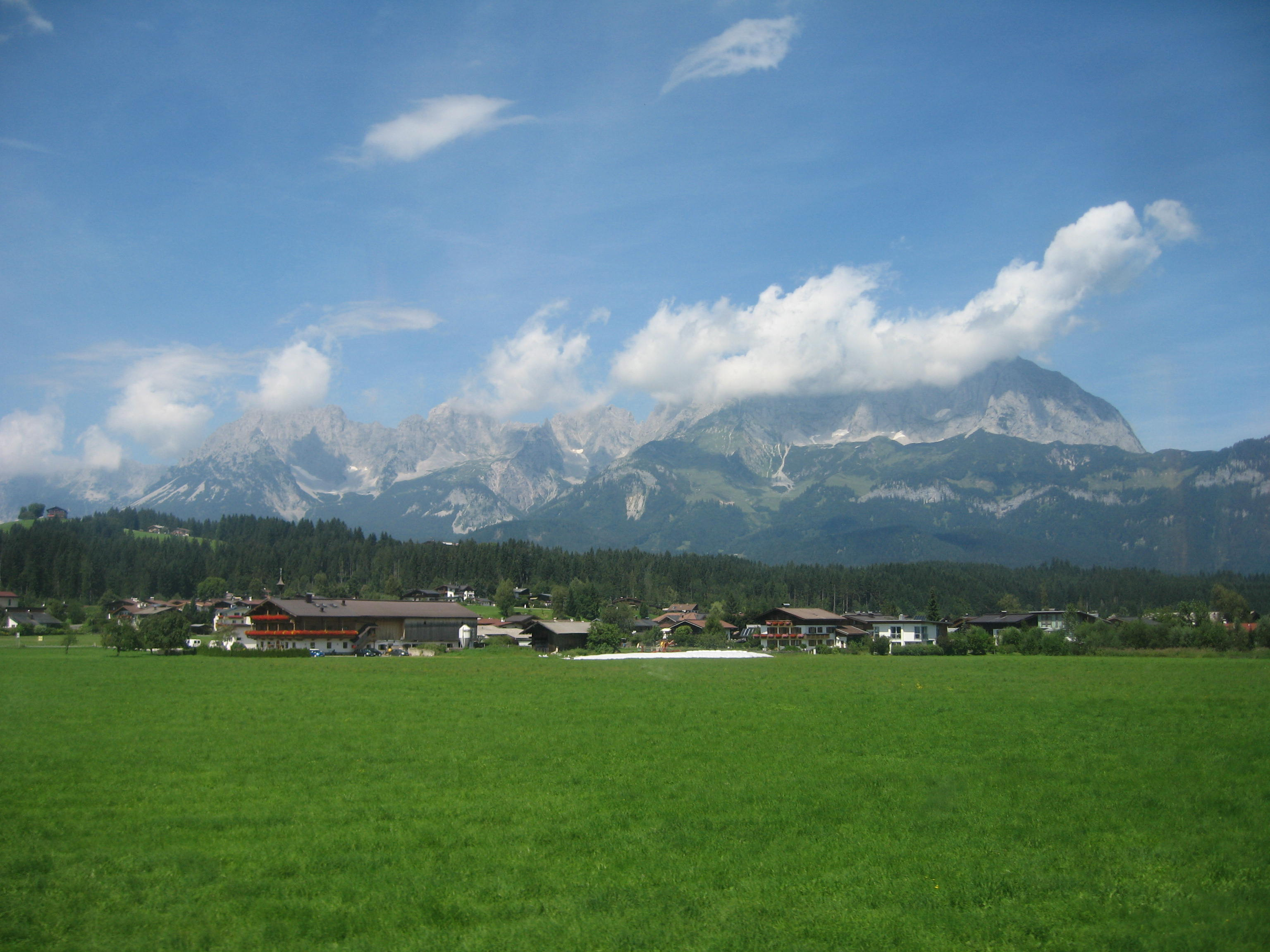
Alpii Kitzbühel
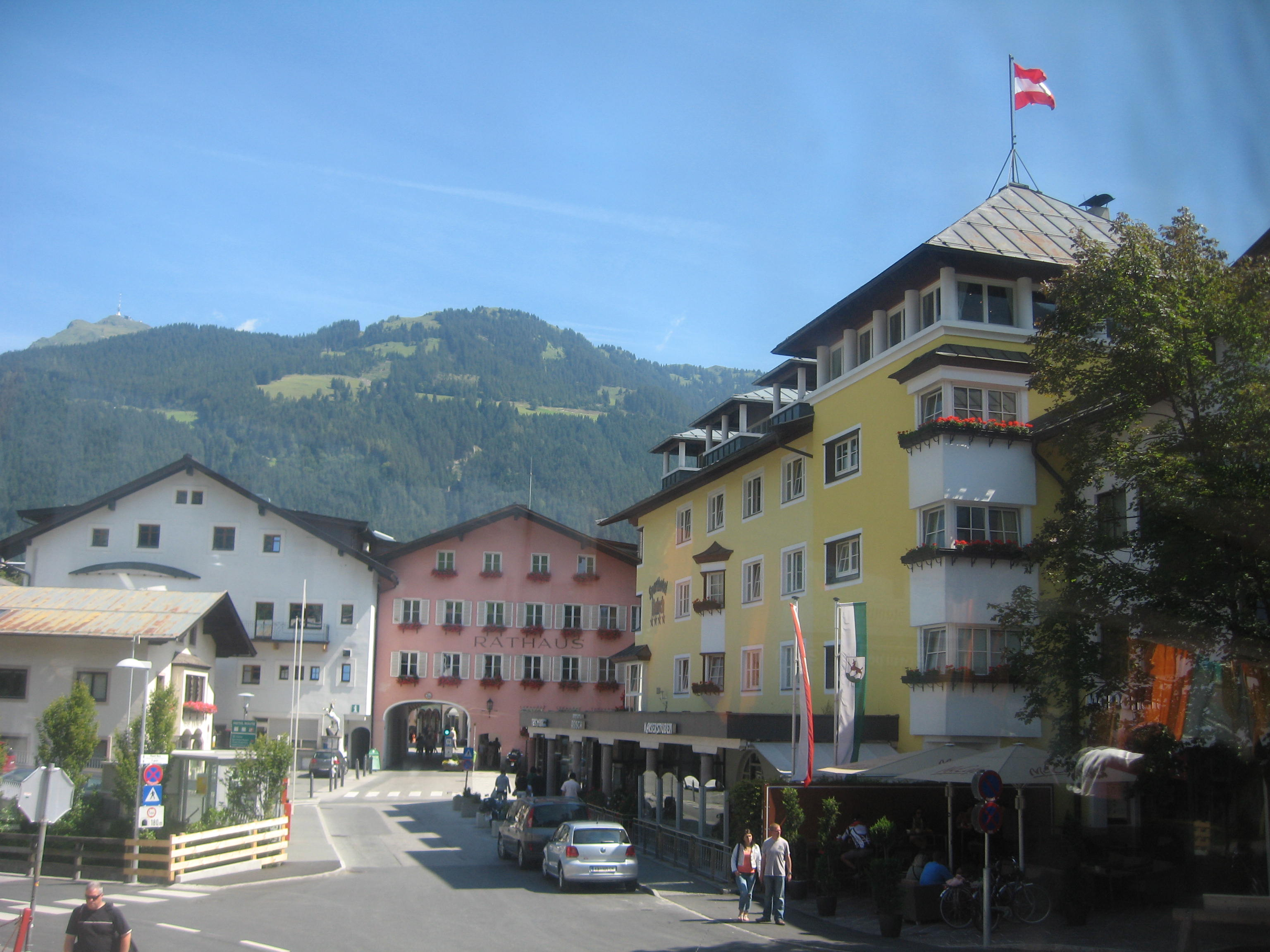
Centrul oraşului Kitzbühel